# Óscar Viel y Toro
Óscar Viel y Toro (Santiago, 1837-París, 1892) fue un marino y político chileno. Héroe de la Guerra del Pacífico, fue intendente de las provincias de Valparaíso y del entonces recién creado territorio de Magallanes. En su memoria, un rompehielos de la Armada de Chile lleva su nombre.

## Biografía

### Vida familiar
Fue hijo del General de la independencia Benjamín Viel Gomets y Luisa Toro y Guzmán, nieta del presidente de la Primera Junta de Gobierno de Chile, Mateo de Toro y Zambrano. Su esposa, Manuela Cabero Núñez, fue hermana de Dolores, esposa del Almirante peruano Miguel María Grau Seminario. Después del conflicto bélico que enfrentó a Chile con Bolivia y Perú, Viel y Toro pidió al gobierno chileno autorización para llevar los restos del Almirante Grau, su concuñado y compadre, al mausoleo que la familia Viel tenía en Santiago, donde reposaron hasta su repatriación al Perú. Su hijo, Oscar Viel Cabero, fue parlamentario y ministro de Estado.

### Ingreso a la marina

Presencia efectiva de Chile en la Patagonia Austral entre 1843 y 1879, durante los años en que Viel y Toro gobernó el territorio de Magallanes, impulsó exploraciones y asentamientos en la región austral.

En 1854 se incorporó a la escuadra en calidad de guardiamarina, embarcándose en la fragata Chile (1839). En 1855, a bordo del bergantín Ancud, hizo una expedición al archipiélago de Juan Fernández. En 1856 se incorporó a la marina de guerra de Francia, embarcándose en la fragata Forte.
Regresó a su país en la corbeta Esmeralda (1855), que venía de Inglaterra al mando del contralmirante Roberto Simpson. Durante varios años exploró las costas de los litorales sur y norte en diversos buques de la armada. Asimismo, desempeñó importantes comisiones en Perú y Bolivia, en especial en el curso de la guerra contra España, cuando condujo al ministro Domingo Santa María en una misión diplomática especial.
En el marco de la disputa de la Patagonia Oriental, Tierra del Fuego y el estrecho de Magallanes, existió un fallido asentamiento chileno en «Puerto Gallegos» a orillas del río homónimo desde el 4 de marzo de 1873. El gobernador de Magallanes, Óscar Viel y Toro, por encargo del ministro Adolfo Ibáñez Gutiérrez fue el encargado de fundar el asentamiento, este solo duraría seis semanas luego del acuerdo diplomático entre este país y la Nación Argentina. También intentó fundar otro en 1874 a las orillas del río Santa Cruz denominado «Los Misioneros», y tuvo planes de fundar otro en la bahía de San Sebastián el cual no alcanzó a llevar a cabo.
Además contó con la lealtad del cacique tehuelche Papón, cuyo territorio abarcaba del río Santa Cruz hasta el estrecho.

### Guerra del Pacífico
Al estallar la Guerra del Pacífico en 1879, comandó el convoy que condujo al coronel Estanislao del Canto Arteaga a Antofagasta. Sostuvo el bloqueo de Iquique y bombardeó el puerto de Pisagua. Hizo una expedición al Callao con el contralmirante Juan Williams Rebolledo. Bloqueó los puertos de Arica y Pacocha y desembarcó tropas en Moquegua. En 1880 participó de la expedición al norte del Perú. Condujo a Paracas la división del general Villagrán, que fue la primera en marchar hacia Lima.
Terminada la guerra, fue condecorado y ascendido a comandante general de la Marina.

### Vida política
El presidente José Joaquín Pérez lo designó el 28 de noviembre de 1867, con apenas treinta años, como nuevo gobernador del incipiente territorio de Magallanes, donde le cupo un destacado rol en el trazado urbano y el desarrollo económico y social de la futura ciudad de Punta Arenas. Superado el conflicto bélico con Perú y Bolivia, fue nombrado intendente de la provincia de Valparaíso, cargo que ejerció en 1881, 1886 y en 1891.

### Guerra Civil de 1891
Durante la Guerra Civil de 1891 se alineó con el bando del Presidente José Manuel Balmaceda, por lo que la derrota le significó el destierro. Murió en París el 1 de septiembre de 1892.